# オウル
オウル（Oulu: [ˈou̯lu] ( 音声ファイル)）は、フィンランド中部に位置する都市。北ポフヤンマー県の県庁所在地。オウル郡に属する。スウェーデン語ではウレオボリ（Uleåborg: [ʉːlɛɔˈbɔrj] ( 音声ファイル)）。
オウル州存在時は州都でもあった。2021年の人口は209,648人であり、国内第6位の規模を持つ。フィンランド北部における中核都市。オウル市とその周辺地域はオウル都市圏を形成しており、都市圏人口は約23万人。ハイテク産業が発達していることで知られているが、すぐれた社会福祉サービスと教育システムを持ち、戸外活動なども盛ん。

## 地理

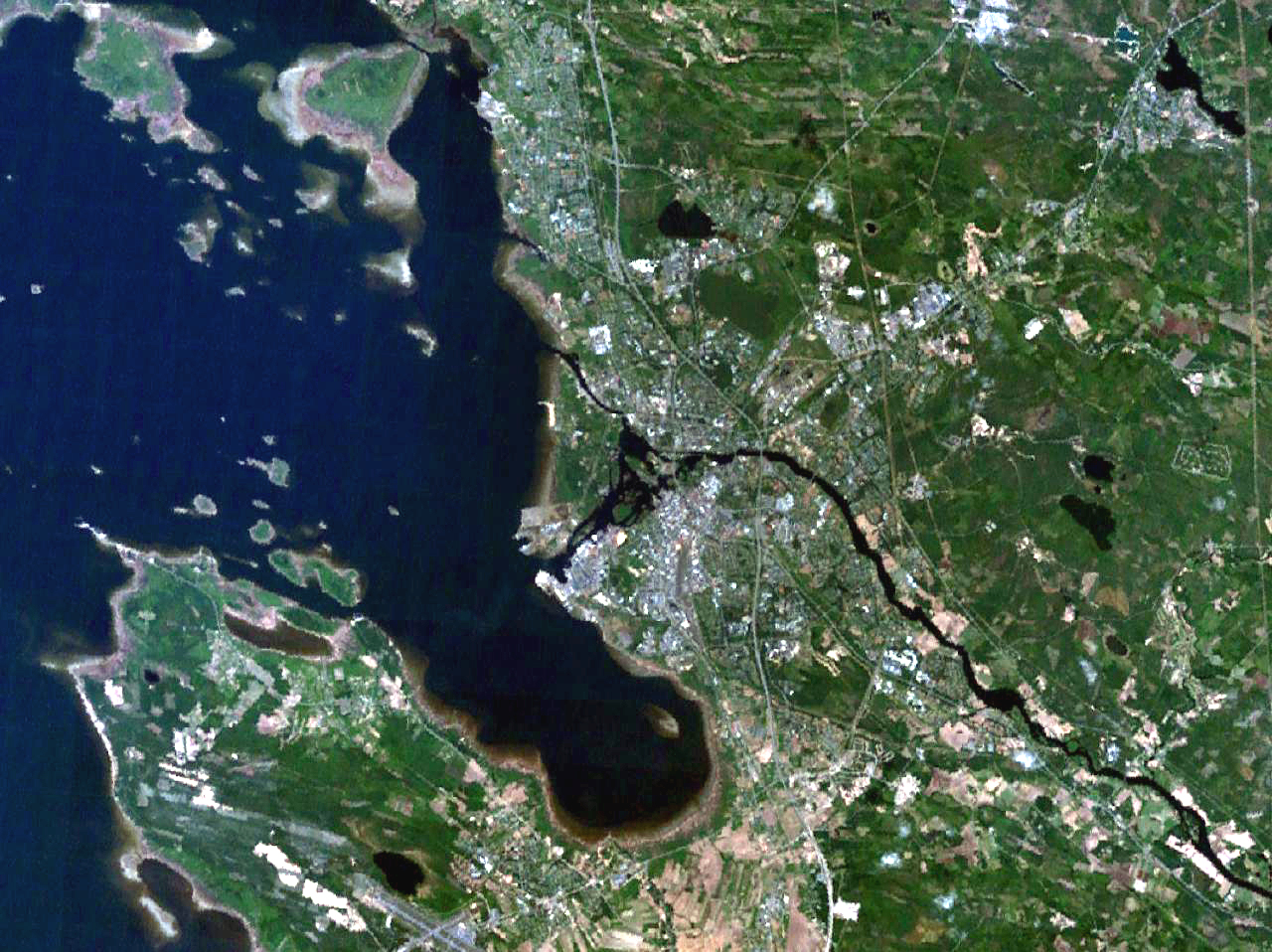
ボスニア湾に面するオウルの町

オウル川がボスニア湾に注ぐ辺りに位置している港湾都市である。オウル川沿いでは豊富な水量を利用した水力発電が盛んであり、金属・化学工業が発展している。周辺には森林が広がり、かつては木材・パルプが主力産業だった。近隣の都市としては、約160キロ北にあるロバニエミが挙げられる。
無線通信において世界最先端の技術をもち、ビジネスから研究、教育、起業、製品開発における体制が整っている。800以上のハイテク企業がオウル都市圏に進出しており、ノキア、ノキア・シーメンス・ネットワークス、ポーラー・エレクトロ、アナログ・デバイセズ、ウィプロ、サスケン・コミュニケーション・テクノロジーズ、エフ・セキュア、フレクストロニクスがその代表例として知られる。ノキアが経営不振に陥った2012年以降に職を失った技術者らが起業家となり、ノキアの企業城下町から「北欧のシリコンバレー」へ変わった。
また、医療分野の健康産業も強みとしている。

### 地区
オウルの自治体域は23の区（フィンランド語: suuralueeseen）と106の地区（フィンランド語: Kaupunginosa）に分かれている。
| 番号 | 区名             | 地区名                                                                                             |
| ---- | ---------------- | -------------------------------------------------------------------------------------------------- |
| 1.   | Keskusta         | Pokkinen , Vaara , Vanhatulli , Hollihaka , Leveri , Myllytulli , Intiö , Raksila                  |
| 2.   | Höyhtyä          | Karjasilta , Nokela , Höyhtyä , Lintula , Mäntylä                                                  |
| 3.   | Oulunsuu         | Peltola , Kontinkangas , Oulunsuu , Värttö                                                         |
| 4.   | Kaukovainio      | Kaukovainio , Hiironen                                                                             |
| 5.   | Nuottasaari      | Nuottasaari , Limingantulli , Äimärautio                                                           |
| 6.   | Kaakkuri         | Kaakkuri , Metsokangas , Kiviniemi , Perävainio                                                    |
| 7.   | Maikkula         | Maikkula , Knuutila , Iinatti , Madekoski , Heikkilänkangas , Juurusoja , Pikkarala , Hangaskangas |
| 8.   | Tuira            | Pikisaari , Koskikeskus , Tuira , Vihersaari , Hietasaari , Toppilansaari                          |
| 9.   | Puolivälinkangas | Välivainio , Puolivälinkangas , Isko , Pyykösjärvi , Takalaanila                                   |
| 10.  | Koskela          | Toppila , Alppila , Koskela , Taskila                                                              |
| 11.  | Pateniemi        | Rajakylä , Pateniemi , Herukka                                                                     |
| 12.  | Kaijonharju      | Linnanmaa , Ritaharju, Aaltokangas , Kaijonharju , Kuivasjärvi , Liikanen                          |
| 13.  | Myllyoji         | Laanila , Kynsilehto , Hintta , Parkkisenkangas , Myllyoja , Kirkkokangas , Haapalehto             |
| 14.  | Sanginsuu        | Sanginsuu , Ulkosanki , Sanginjoki , Lapinkangas                                                   |
| 15.  | Korvensuora      | Rusko , Ruskonselkä , Heikinharju , Korvensuora , Korvenkylä , Saviharju , Talvikangas             |
| 16.  | Ylikiiminki      | Ylikiiminki , Vesala , Vepsä , Vuotto , Nuoritta , Jolos                                           |
| 17.  | Hiukkavaara      | Puolukkakangas , Kivikkokangas , Vanha Hiukkavaara , Haukkasuo , Hiukkavaara , Saarela , Niiles    |
| 20.  | Haukipudas       | Haukipudas , Martinniemi , Jokikylä                                                                |
| 21.  | Kello            | Kello , Kalimenkylä                                                                                |
| 30.  | Kiiminki         | Kiiminki , Huttukylä , Alakylä , Hannus                                                            |
| 31.  | Jääli            | Jäälinkylä , Välikylä                                                                              |
| 40.  | Oulunsalo        | Oulunsalo , Kylänpuoli , Salonpää                                                                  |
| 50.  | Yli-Ii           | Yli-Ii , Jakkukylä , Tannila , Pahkala                                                             |

### 気候
オウルは亜寒帯気候であり、ケッペンの気候区分ではDfcである。冬季は降雪があって寒く、夏季は暖かいが短い。年平均気温は摂氏2.7度である。年平均降水量は477mmであり、降水日は年平均105日間である。
| オウル (1981-2010)の気候                                | オウル (1981-2010)の気候 | オウル (1981-2010)の気候 | オウル (1981-2010)の気候 | オウル (1981-2010)の気候 | オウル (1981-2010)の気候 | オウル (1981-2010)の気候 | オウル (1981-2010)の気候 | オウル (1981-2010)の気候 | オウル (1981-2010)の気候 | オウル (1981-2010)の気候 | オウル (1981-2010)の気候 | オウル (1981-2010)の気候 | オウル (1981-2010)の気候 |
| 月                                                      | 1月                      | 2月                      | 3月                      | 4月                      | 5月                      | 6月                      | 7月                      | 8月                      | 9月                      | 10月                     | 11月                     | 12月                     | 年                       |
| ------------------------------------------------------- | ------------------------ | ------------------------ | ------------------------ | ------------------------ | ------------------------ | ------------------------ | ------------------------ | ------------------------ | ------------------------ | ------------------------ | ------------------------ | ------------------------ | ------------------------ |
| 最高気温記録 °C （°F）                                  | 7.2 (45)                 | 7.8 (46)                 | 10.1 (50.2)              | 20.3 (68.5)              | 28.4 (83.1)              | 31.7 (89.1)              | 33.0 (91.4)              | 30.5 (86.9)              | 24.5 (76.1)              | 16.4 (61.5)              | 11.2 (52.2)              | 9.6 (49.3)               | 33 (91.4)                |
| 平均最高気温 °C （°F）                                  | −6 (21)                  | −5.7 (21.7)              | −0.9 (30.4)              | 5.6 (42.1)               | 12.5 (54.5)              | 17.9 (64.2)              | 20.9 (69.6)              | 18.3 (64.9)              | 12.5 (54.5)              | 5.8 (42.4)               | −0.4 (31.3)              | −4 (25)                  | 6.37 (43.47)             |
| 日平均気温 °C （°F）                                    | −9.6 (14.7)              | −9.3 (15.3)              | −4.8 (23.4)              | 1.4 (34.5)               | 7.8 (46)                 | 13.5 (56.3)              | 16.5 (61.7)              | 14.1 (57.4)              | 8.9 (48)                 | 3.3 (37.9)               | −2.8 (27)                | −7.1 (19.2)              | 2.66 (36.78)             |
| 平均最低気温 °C （°F）                                  | −13.6 (7.5)              | −13.3 (8.1)              | −8.8 (16.2)              | −2.6 (27.3)              | 3.3 (37.9)               | 9.0 (48.2)               | 12.2 (54)                | 10.1 (50.2)              | 5.4 (41.7)               | 0.8 (33.4)               | −5.5 (22.1)              | −10.8 (12.6)             | −1.15 (29.93)            |
| 最低気温記録 °C （°F）                                  | −37.5 (−35.5)            | −41.5 (−42.7)            | −30.5 (−22.9)            | −21.4 (−6.5)             | −7.8 (18)                | −1.0 (30.2)              | 3.7 (38.7)               | −1.5 (29.3)              | −7.1 (19.2)              | −20.6 (−5.1)             | −28.4 (−19.1)            | −37.2 (−35)              | −41.5 (−42.7)            |
| 降水量 mm （inch）                                      | 31 (1.22)                | 26 (1.02)                | 26 (1.02)                | 20 (0.79)                | 37 (1.46)                | 46 (1.81)                | 71 (2.8)                 | 65 (2.56)                | 44 (1.73)                | 45 (1.77)                | 36 (1.42)                | 30 (1.18)                | 477 (18.78)              |
| 平均降水日数                                            | 10                       | 8                        | 8                        | 6                        | 7                        | 7                        | 9                        | 10                       | 9                        | 10                       | 11                       | 10                       | 105                      |
| % 湿度                                                  | 87                       | 86                       | 82                       | 73                       | 67                       | 66                       | 71                       | 76                       | 82                       | 86                       | 90                       | 89                       | 80                       |
| 平均月間日照時間                                        | 24                       | 69                       | 137                      | 208                      | 273                      | 296                      | 283                      | 212                      | 133                      | 69                       | 28                       | 8                        | 1,740                    |
| 出典1：FMI climatological normals for Finland 1981-2010 |                          |                          |                          |                          |                          |                          |                          |                          |                          |                          |                          |                          |                          |
| 出典2：record highs and lows                            |                          |                          |                          |                          |                          |                          |                          |                          |                          |                          |                          |                          |                          |

### 人口
2015年の人口は196,956人だった。2007年には2,417人がフィンランド以外の国籍であり、うち618人は欧州連合(EU)内の国籍だった。2008年には0.2%に相当する316人がスウェーデン語を母語とする住民だった。
| オウルの人口推移 1980－2020 |
|                             |

人口の出典はTilastokeskus

## 歴史

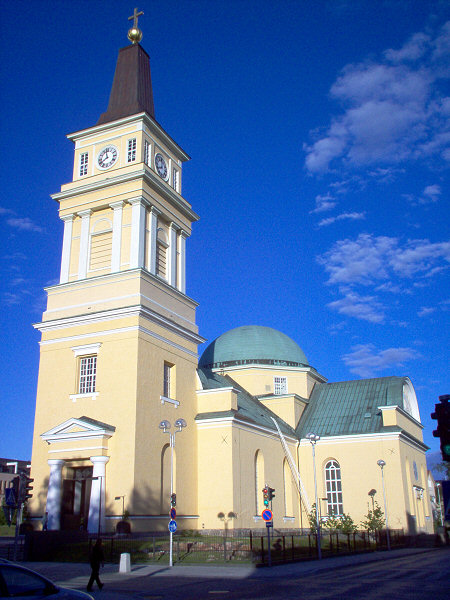
オウル大聖堂

1605年、スウェーデン王カール9世によって建てられ、1610年に都市特権を認められた。1776年にオウル州の州都となった。1815年のウィーン議定書でフィンランドはロシア帝国領となったため、オウルもロシアの支配下におかれた。1822年の大火で街は激しく損傷したが、その後復興を果たした。
2009年1月1日にウリキーミンキを編入合併した。合併前のオウルは人口130,459人（2007年）、面積449.2km2（173.4mi2）うち陸上部369.7km2（142.7mi2）、水面75.5km2（29.2mi2）人口密度351.4人/km2（910.1人/mi2）であった。

## 文化

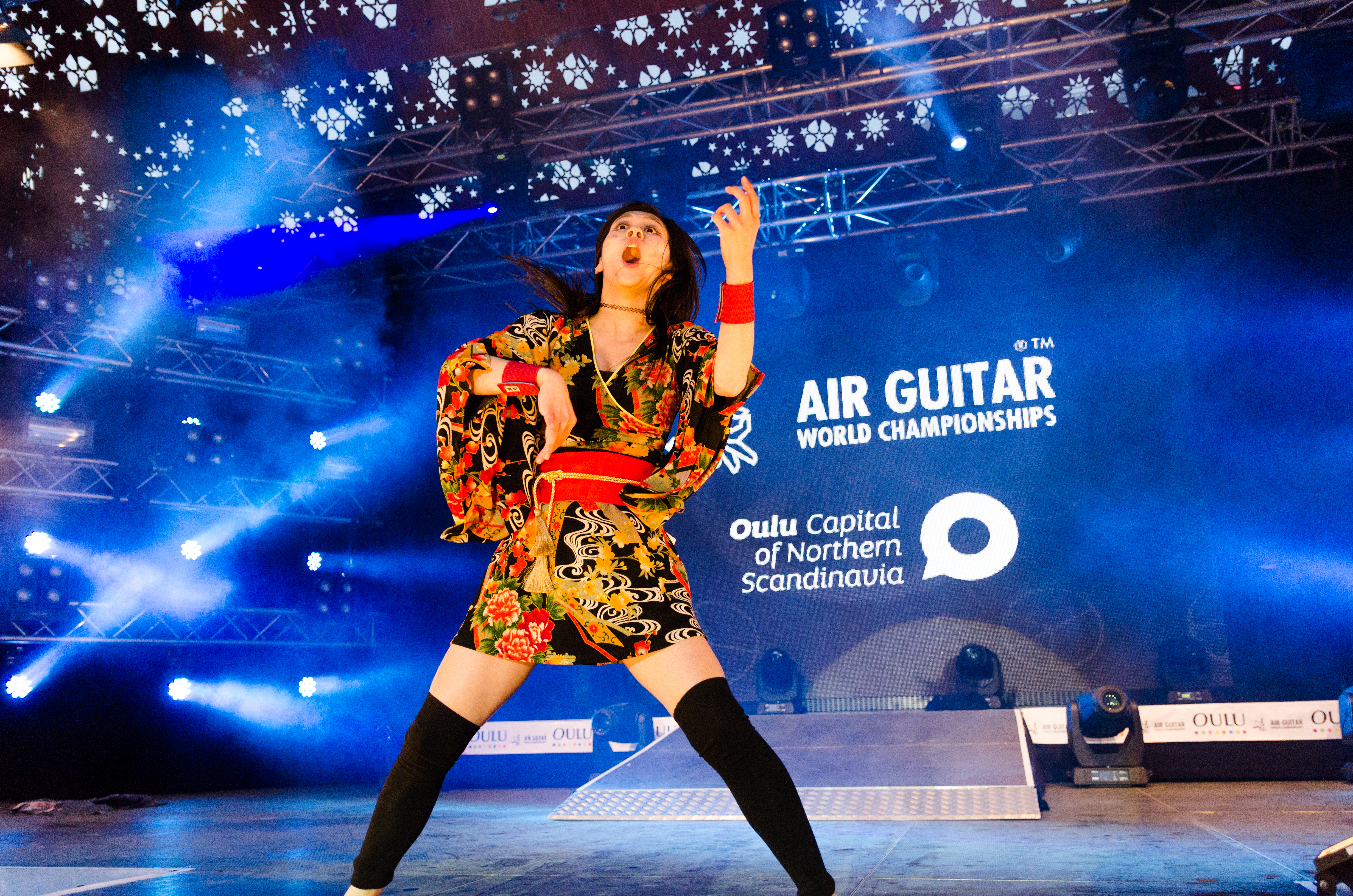
2012年のエア・ギター世界選手権で演奏する名倉七海

叙情詩人ヴェイッコ・アンテロ・コスケンニエミ、作曲家のレーヴィ・マデトヤはオウル出身である。男声アカペラグループのMieskuoro Huutajatやメタルバンドのセンテンストもオウル出身である。
オウル・ミュージックビデオフェスティバル、ロックフェスティバルのQstock、エア・ギター世界選手権（1996年初開催）などがオウルで開催される。2004年と2005年のエア・ギター世界選手権では日本の金剛地武志が4位となり、2006年には大地洋介（ダイノジ）が優勝し、2014年には名倉七海が優勝している。毎年冬にはオウル音楽祭が開催され、毎年夏にはオウルンサロ音楽祭が開催される。毎年10月にはオウル・アイルランドフェスティバルが開催され、毎年11月にはオウル国際子ども・青年映画祭が開催される。
美術館・博物館には、北オストロボスニア博物館、オウル美術館、Tietomaa科学館、Turkansaari屋外博物館などがある。1879年には市街地中心部にオウル出身の詩人Frans Michael Franzénの銅像が設置され、1987年にはマーケットスクエアに銅像『Toripolliisi』が設置された。
2026年の欧州文化首都の一つに選定されている。

## 社会

### 教育

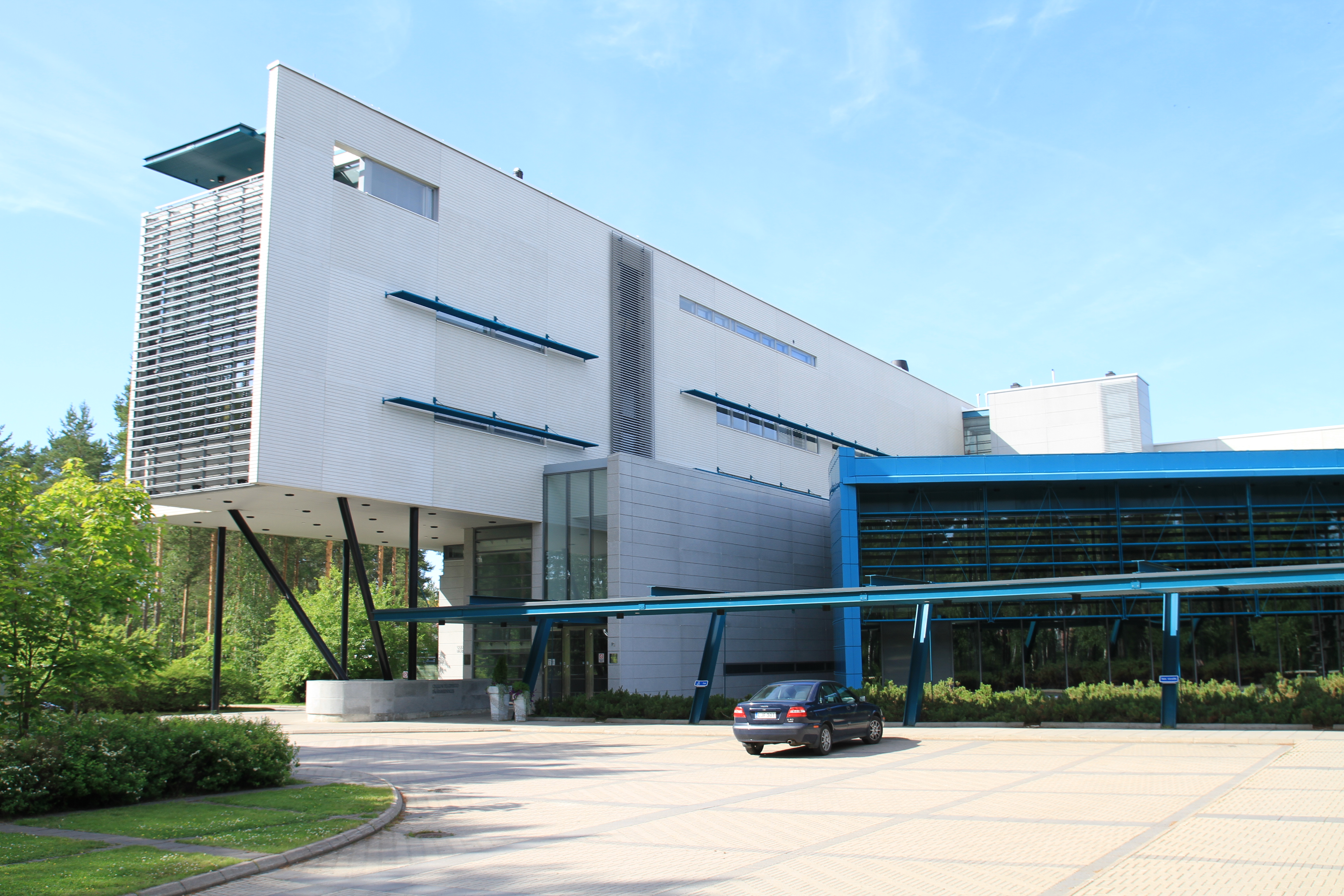
オウル大学の本部棟

オウルにはオウル大学とオウル応用科学大学の2つの大学がキャンパスを構えている。1958年に設立されたオウル大学はフィンランド有数の規模を持つ大学であり、リンナンマー地区のキャンパスなどで約16,000人の学生が学んでいる。しばしば世界のトップ400大学にランキングされる。オウル応用科学大学はフィンランド有数の規模を持つ応用科学大学であり、約8,500人の学生が学んでいる。
オウル専修学校では13,000人以上の学生が学んでいる。また、オウル経営学専修学校はカリキュラムにゲームのプログラミングを有するフィンランドで数少ない専修学校のひとつである。オウル・インターナショナルスクールはフィンランドに9校あるインターナショナルスクールのひとつであり、英語による初等教育を提供している。

### 交通

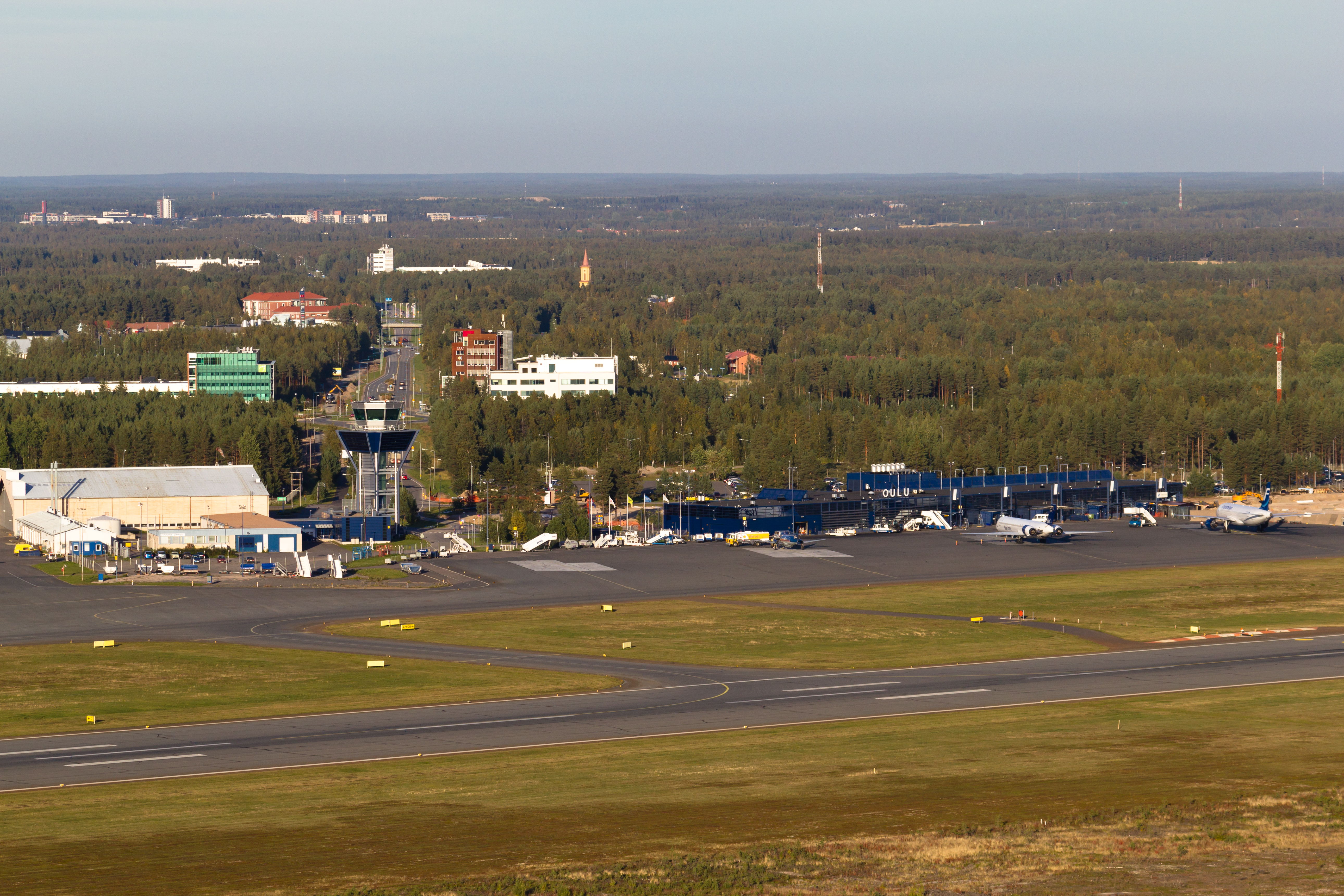
オウル空港

オウルの中心市街地から南西15kmのオウルンサロには、ヘルシンキ空港に次いでフィンランドで2番目に旅客数の多いオウル空港がある。2006年には847,946人、2016年には1,027,495人がオウル空港を利用した。2016年の内訳は国内便が950,203人、国際便が77,292人である。ヘルシンキ空港以外ではヨーテボリ・ランドヴェッテル空港、ルレオ空港、スンツヴァル＝ティムロー空港、トロムソ空港（4空港ともスウェーデン）に対して定期便がある。また、スペイン・カナリア諸島のグラン・カナリア空港やテネリフェ・スール空港、スペイン・バレアレス諸島のパルマ・デ・マヨルカ空港、トルコのガズィパシャ空港に対して季節運航便がある。

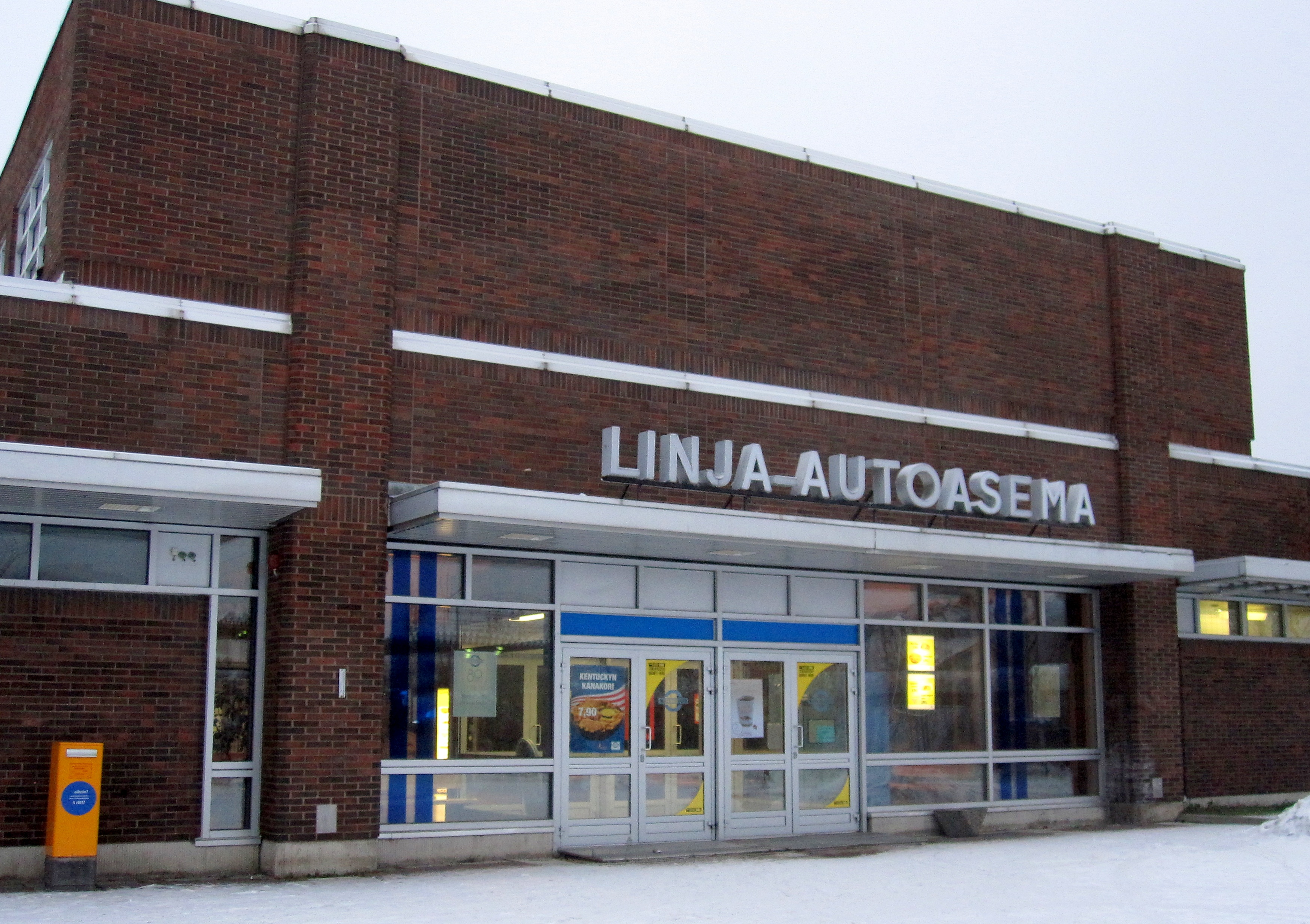
オウル・バスターミナル

オウル駅からヘルシンキ中央駅までVRグループが運行する鉄道を用いた場合の所要時間は約5時間30分である。ヘルシンキの他にはコラリ、ロヴァニエミ、セイナヨキ、タンペレなどの都市に鉄道路線が通じている。オウル港はボスニア湾有数の商港であり、4つの埠頭を有する。
オウルにはフィンランド国道4号が通じている。国道4号の起点は首都ヘルシンキであり、ラハティ、ユヴァスキュラ、オウル、ケミ、ロヴァニエミを通ってフィンランド北端のウツヨキで終点となる。国道4号はノルウェーのトロムソからトゥルクを結ぶ欧州自動車道路E08号線、ノルウェーのヴァードーからヘルシンキを通ってギリシャのクレタ島を結ぶ欧州自動車道路E75号線の一部でもある。
オウルは歩行者や二輪車など車以外の交通手段に配慮した交通網で知られており、フィンランドでこれらの交通手段は「軽交通」と呼ばれている。2010年時点でオウルには延べ600km以上の歩道があり、「軽交通」用の100以上の地下道と橋梁がある。これら「軽交通」用の道路の比率はフィンランドで最も高く、輸送手段に占める自転車の比率は20%と高い。

## 姉妹都市
- アルタ、ノルウェー
- アルハンゲリスク、ロシア
- ボーデン、スウェーデン
- ブルサ、トルコ
- ハレ (ザーレ)、ドイツ
- レーヴァークーゼン、ドイツ
- オデッサ、ウクライナ
- シオーフォク、ハンガリー
- 仙台市、日本

## 出身者
人物
- ラルス・ガッレニウス（英語版）(1658-1753) : 画家。
- ミカエル・トッペリウス（英語版）(1734-1821) : 宗教画家。
- フランス・ミカエル・フランツェン（英語版）(1772-1847) : 詩人。
- サラ・ワックリン（英語版）(1790-1846) : 女性教育者・著作家。
- カールロ・ユホ・ストールベリ（英語版）(1865-1952) : 政治家。初代フィンランド大統領（1919年-1925年）。
- キュオスティ・カッリオ(1873-1940) : 政治家。第4代フィンランド大統領（1937年-1940年）。
- ファンニ・ルーッコネン(1882-1947) : 女性軍人。
- ヴェイッコ・アンテロ・コスケンニエミ(1885-1962) : 詩人。
- レーヴィ・マデトヤ(1887-1947) : 作曲家・音楽教師。
- アーロ・ヘッラーコスキ（英語版）(1893-1952) : 詩人。
- ヴィルホ・ランピ(1898-1936) : 画家。
- マルッティ・アハティサーリ(1937-2023) : 政治家。第10代フィンランド大統領（1994年-2000年）。ノーベル平和賞受賞（2008年）。
- ペーター・フォン・バーグ（英語版）(1943-2014) : 映画監督。
- ケケ・ロズベルグ(1948-) : F1ドライバー。
- レーナ・ペルトネン＝パロティエ（英語版）(1952-2010) : 遺伝学者。
- アキ・ラハティネン（英語版）(1958-) : サッカー選手。
- カリ・ヤロネン（英語版）(1960-) : アイスホッケー選手。
- レイヨ・ルオツァライネン（英語版）(1960-) : アイスホッケー選手。
- エーロ・アホ(1968-) : 俳優。
- ミカ・ロンカイネン（英語版）(1970-) : 映画監督。
- アンティ・ニエミ(1972-) : サッカー選手。
- ヴェサ・ランタ(1973-) : ミュージシャン。
- ヴラディスラフ・ディレイ（英語版）(1976-) : ミュージシャン。
- マッティ・ピックヤムサ (1976-) : イラストレーター
- ミカ・ヌルメラ（英語版）(1978-) : サッカー選手。
- ユッシ・ハウタマキ(1979-) : スキージャンプ選手。
- マッチ・ハウタマキ(1981-) : スキージャンプ選手。
- スザンナ・ポイキオ(1982-) : フィギュアスケート選手。
- ヨニ・ピトカネン（英語版）(1983-) : アイスホッケー選手。
- サーラ・アールト（英語版）(1987-) : 歌手。
- ミカエル・グランルンド（英語版）(1992-) : アイスホッケー選手。
- マルクス・グランルンド（英語版）(1993-) : アイスホッケー選手。

団体
- インペイルド・ナザリーン : 1990年にオウルで結成されたメタルバンド。